# ブローダス・クレイ
ブローダス・クレイ（Brodus Clay）及びタイラス（Tyrus）のリングネームで知られるジョージ・マードック（George Murdoch、1973年2月21日 - ）は、アメリカ合衆国のプロレスラー。カリフォルニア州ロサンゼルス出身。

## 来歴

### WWE

#### DSW
スヌープ・ドッグのボディーガードを経て、2006年にWWEとディベロップメント契約を交わし入団。傘下団体のDSWにてG・リラ（G-Rilla）のリングネームでデビュー。巨体を生かした戦い方に上層部の目に留まり、12月にWWEに昇格。SmackDown!とECWの合同のハウスショーに本名であるジョージ・マードック名義で2日間出場するも、結果を残すことができず降格。
2007年、フリーキン・ディーコンとタッグチームを結成し、トップ戦線に乗り出すがタッグ王座に手が届かず、3月には仲間割れを起こしてタッグを解消することになった。4月にDSWがWWEとの関係を解消したことによりFCWへと移籍。FCW移籍後、これといった活躍をすることができず、2008年2月にWWEから解雇されることとなった。

#### FCW
2010年、WWEと再契約。G・リラからブローダス・クレイ（Brodus Clay）にリングネームを変更、由来はスヌープ・ドッグの本名（カルバン・ブローダス）からあやかった。ドニー・マーロウとコロッサル・コネクション（The Colossal Connection）というタッグチームを結成（このチーム名は、マーロウの父キング・ハクとアンドレ・ザ・ジャイアントが1980年代のWWFで結成していたチーム名を継承したものである）。FCWフロリダタッグチーム王座に数回挑戦しているが、手に届いていない。マーロウとのタッグを解消後はジャクソン・アンドリュースと巨漢同士のタッグを組んでFCWのリングを席巻した。

#### WWE
2010年12月、NXTのシーズン4にルーキーとして参加。プロにテッド・デビアスとマリースを迎えるが、シーズン途中にアルベルト・デル・リオに変更。巨体を生かしたパワーファイトで準優勝という結果を出した。NXTシーズン4終了後、3月7日のRAWの放送に登場。デル・リオから復帰したクリスチャンを相手にするよう命じられ、追い込むもトルネードDDTを喰らい敗北した。
4月にはWWEの祭典であるWrestleMania 27において、デル・リオのセコンドとして初出場。そして、5月のPPVであるExtreme Rulesにおいては試合途中にクリスチャンの妨害に入ったもののクリスチャンに鉄製ハシゴに投げられ、その際に顔面を切り出血、しかも直後に同じく投げられてきたデル・リオをリング下で受ける際に脳震盪を起こすという怪我を連発し退場した。以後、長期欠場。デル・リオとの関係は自然消滅し、8月からSuperstarsのダーク・マッチで復帰。Superstarsを主戦としてシングルで活動し、興行が行われる場所の地元レスラー達を相手に勝利を重ねた。11月よりRAWでプロモーションを行っているが、PPV、ザ・ロックの試合復帰といった関係上より存在感が薄くなってしまうことを懸念され登場を延ばされていた。
2012年、1月9日のRAWにてWWFに所属していたフラッシュ・ファンクのギミックに基づいたプラネット・ファンク出身のファンクダンサーというギミックでディーヴァでありバックダンサーのファンクエッティーズ（ナオミ & キャメロン・リン）を率いてサムアップを決めてからパイロを打ち上げ派手に登場。カート・ホーキンスを相手にフィニッシャーであるフォール・オブ・ヒューマニティーを決めて圧勝した。その後もSuperstarsの時と同様、RAWとSmackDown!のレスラー達を倒した。2月に入ると出場機会がなくなりRAWのバックステージで待機する事が多くなったが、3月12日のRAWにてジンダー・マハルを相手に復帰。その際、フィニッシャーであるフォール・オブ・ヒューマニティーをオー・ファンク・イット！へと改名している。
WrestleMania 28では試合を組まれなかったものの、ナオミとキャメロンを従えてメインイベントのシナ vs ザ・ロックの試合前に登場した。WrestleMania 28終了後、ドルフ・ジグラー & ジャック・スワガー、ザ・ミズと抗争を行い勝利。しかし、ビッグ・ショーとの対峙した際には試合前に強襲されてしまい退場した。シナ vs ビッグ・ショーの抗争ではシナをアシストし、シナの勝利に貢献した。11月、Survivor Series 2012では10人制エリミネーションマッチにてテンサイと因縁が生まれ抗争に発展するが、次第にテンサイを弄ぶようになる。
2013年1月28日、RAWルーレットにおいて、テンサイとのランジェリー・ピロー・ファイトを命じられるが、後に試合内容がダンス対決に変更されたことをテンサイは知らずにリング上に下着姿で登場。さらにはダンスまでして見せた。2月1日のSmackDownでは、3MBに襲われるテンサイをクレイが救出し、ファンカダクタイルズと共にリング上で勝利のダンスを披露した。そしてタッグチームトンズ・オブ・ファンクを結成し、テンサイにスウィーティー（Sweet T）というニックネームを名づけた。タッグチーム結成後、ローデス・スカラーズと抗争し、WrestleMania 29ではファンクダクタイルズやベラ・ツインズと共に8人タッグ戦を行う予定であったが、時間の都合により翌4月8日のRAWに回され、結果では勝利した。
11月、自身の入場曲であるSomebody Call My Momaを使用し、ファンクダクタイルズと共に登場したエグザビアー・ウッズに怒り、勝利した後も追撃する姿勢を見せた。以降、ウッズ & Rトゥルースと抗争を開始。12月15日のPPV、TLC 2013においてRトゥルースとのシングルマッチでダーティーファイトを繰り広げた後に、テンサイとファンカダクタイルズから見放された上で敗戦した。翌16日のRAWにてライバック & カーティス・アクセルとのタッグマッチでテンサイが敗れた際にテンサイにオー・ファンク・イット！を浴びせ、決別。以降、ウッズ & トゥルースらと抗争を続けるが人数差による作戦（試合中ファンクダクタイルズが現れ踊って挑発するなど）に敗れ、WWEでの出場が激減した。
2014年4月2日、NXTに登場し、ウッズを簡単に倒すと試合後にNXT王者であるエイドリアン・ネヴィルに王座戦を組むようマイクアピールをすると、ネヴィルもこれに快諾。4月9日に王座戦を行うもリングアウト負けとなり、これに納得のいかなかったクレイは再戦を直訴。ネヴィルも引き受けて4月24日に再戦を行うがネヴィルのフィニッシャーであるレッドアローを喰らい敗戦となった。
6月12日、WWEの公式サイトにて退団することが発表された。

### インディー団体
WWE解雇後、2014年8月2日、NEW（Northeast Wrestling）に出場。ブッカー・Tをセコンドに従えて登場し、J・バスタ & スティービー・スタモスとハンディキャップマッチを行い勝利した。30日、FCCW（First Class Championship Wrestling）にてシェーン・ヘルムズとタッグを組んでエリック・エスコバー & ランス・ホイットと対戦して勝利。9月6日、APW（All Pro Wrestling）にてJRクラトスと対戦するが敗戦した。

### TNA
2014年10月15日、TNAの番組であるiMPACT Wrestlingにてイーサン・カーター3世から呼び出される形で登場し、タイラス（Tyrus）のリングネームでデビューする事が発表された。同日にデビューマッチを行い、シャーク・ボーイを相手に快勝した。同月22日より開始されたTNA世界タッグ王座挑戦権争奪トーナメントにイーサン・カーター3世とタッグを組んで出場するも一回戦でハーディーズと対戦して敗戦した。
2015年8月29日、アントニオ猪木が主宰するIGFに参戦する為に初来日を果たす。IGF4にてヌックスと組んで王彬&ケンドー・カシンと対戦。王に横入りエビ固めを決められ敗戦した。
2017年8月18日、自身のツイッターでTNAを退団することを明らかにした。

### コメンテーター・司会者として
- 2016年11月、保守寄りマスメディアの急先鋒として知られるFOXニュースにて同局でニュース番組のアンカーや司会者を務めるグレッグ・ガットフェルドの招きを受けて「タイラス」名義でゲストコメンテーターを務めた。
これ以降、同局のトーク番組のホストや政治番組のコメンテーターを継続的に務めている。
尚、政治的にはFOXニュースと同様に共和党支持且つドナルド・トランプ支持の立場である。その一方で2016年アメリカ合衆国大統領選挙においてトランプ候補（後の大統領）を含めて誰に投票したかは明らかにしていない。

- 2019年に以前共演した女性司会者にセクハラで提訴された。しかし調査の結果タイラスにその事実はなく、全て女性司会者の虚言であったことが分かった。これを受けてFOXはこの司会者を解雇した。

- また、「タイラス」名義でJust Tyrus: A Memoir (2022) と Nuff Said (2023)の2冊の本を出版するなど著述家としても活動している。

- これらの活動の傍ら2021年からプロレスラーとしての活動を再開している。再開以降は一貫してNWAに参戦している。

## その他
- 本名がマードック姓ということもあり、一部では同姓のプロレスラーであるディック・マードックの息子と捉えられているが、血縁関係はない。
- マイクアピールの際はラップ調で喋ることが特徴的。
- 入場時や試合中の特徴として腕を胸の前でサムアップの状態で組み、独特の叫び声を上げるアピールを頻繁に行っている。

## 得意技
- トンガン・デスグリップ

インディー時代から使用しているフィニッシャー。トンガン・デスグリップで相手を捉えてチョークスラムへと移行する。
DSW時代はGグリップの技名で使用。
- オーバー・ザ・ショルダー・フェイスバスター

TNA所属時より使用。フィニッシャーへの繋ぎ技。
- サモアンスパイク

親指を振りかぶって相手の喉元に突き刺す。
エディ・ファトゥの得意技として知られる。
- スプラット！

WWEでのフィニッシャー。自身のスープレックスなどによって仰向けに倒れている相手に向かってロープの反動をつけて走り、プレスする。
テンサイとのタッグ時代、同時に1人の相手にスプラッシュを決めていた。
- オー・ファンク・イット！

ランニング・クロスボディ。放つ前にコーナーでグロッキーになっている相手へボディアタックを仕掛けて、倒れてから決めることが特徴。
技名を度々改名し、フォール・オブ・ヒューマニティー、ワット・ザ・ファンク？などの技名がある。
- ICU

NXTでのフィニッシャー。スタンディング・スプラッシュ。
- フィッシャーマンバスター
- エクスプロイダー
- スパインバスター

## 獲得タイトル
WWE
- NXT : シーズン4準優勝

NWA
- NWA世界ヘビー級王座

## 入場曲
- Rip It Up
- Somebody Call My Moma
  - かつてWCW、WWEに所属していたアーネスト・"ザ・キャット"・ミラーが使用していた。
- Ain't No Party
- Trouble
  - ECⅢと同伴の時に。
- Sasquatch
- I Am Iconic